# فانس ستيوارت
فانس ستيوارت (بالإنجليزية: Vance Stewart)‏ هو لاعب اتحاد الرغبي نيوزلندي، ولد في 28 أكتوبر 1948 في كرايستشرش في نيوزيلندا.